# Dracula radiosa
Dracula radiosa là một loài lan đặc hữu của Colombia.

## Hình ảnh

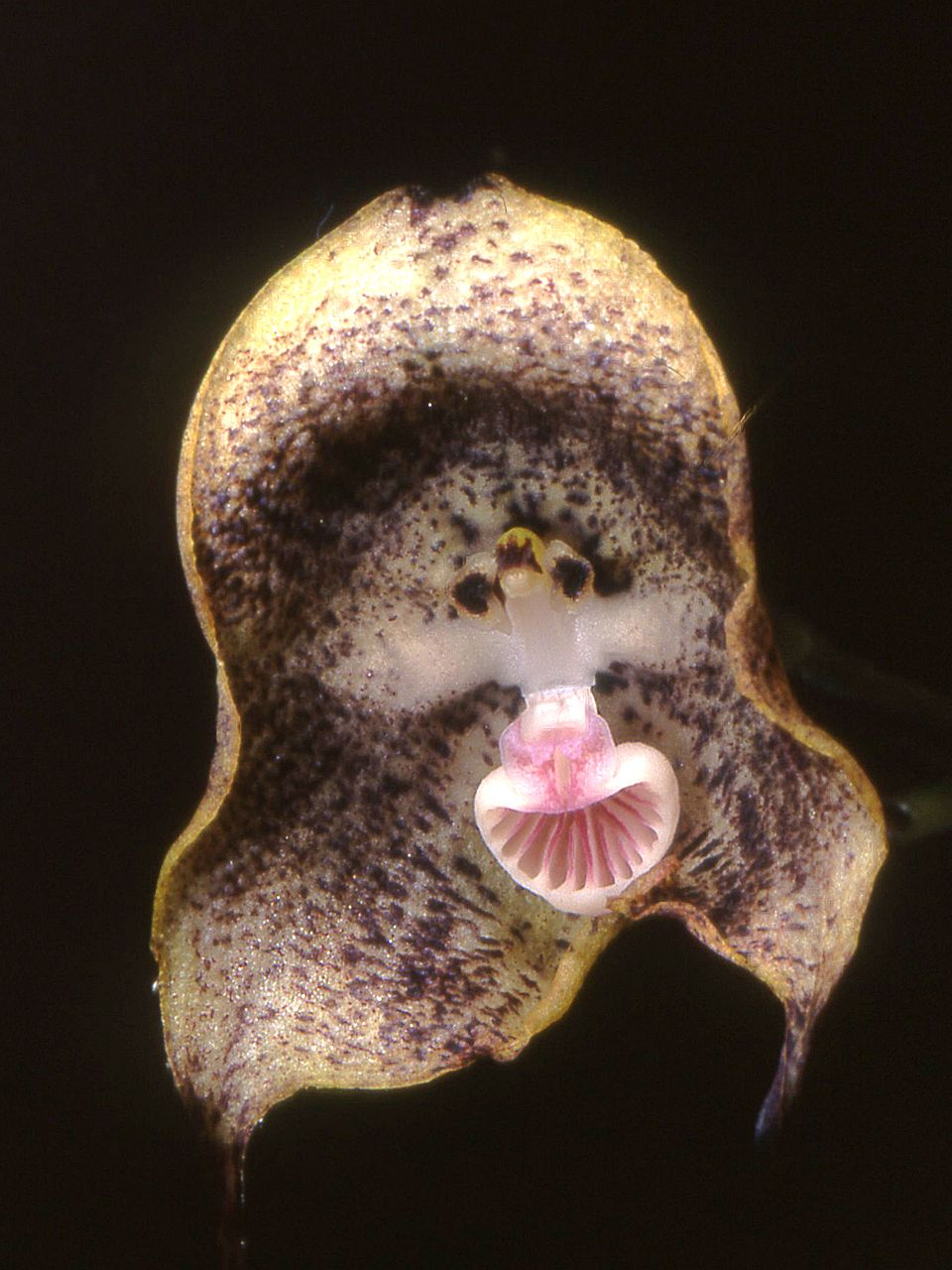
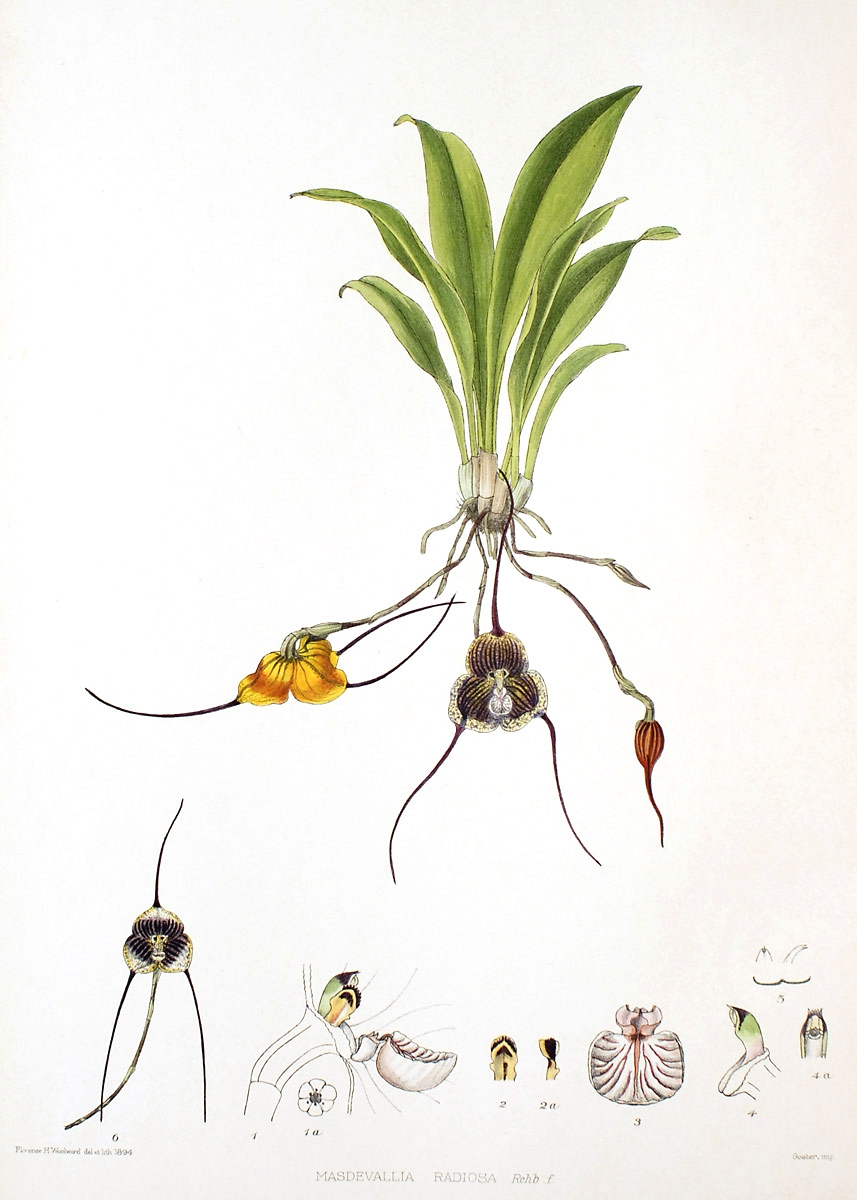